# Веццано
Веццано (італ. Vezzano) — колишній муніципалітет в Італії, у регіоні Трентіно-Альто-Адідже,  провінція Тренто. З 1 січня 2016 року Веццано є частиною новоствореного муніципалітету Валлелагі.
Веццано розташоване на відстані близько 490 км на північ від Рима, 12 км на захід від Тренто.
Населення — 2203 особи (2014).
Щорічний фестиваль відбувається 14 лютого. Покровитель — святий Валентин.

## Демографія
Населення за роками:

Станом на 31 грудня 2014 року в муніципалітеті офіційно проживав 141 іноземець з 17 країн, серед них 42 громадяни країн Євросоюзу та 4 громадяни України.

## Сусідні муніципалітети
- Мадруццо
- Мольвено
- Падерньоне
- Сан-Лоренцо-ін-Банале
- Терлаго
- Тренто